# Oodescelis
Oodescelis is een kevergeslacht uit de familie zwartlijven (Tenebrionidae). De wetenschappelijke naam van het geslacht  werd voor het eerst geldig gepubliceerd in 1845 door Motschulsky.

## Soorten
- Ondergeslacht Acutoodescelis Kaszab, 1940[2]
  - Oodescelis (Acutoodescelis) punctatissima (Fairmaire, 1886)
  - = Platyscelis punctatissima Fairmaire, 1886[3]
    - Oodescelis (Acutoodescelis) punctatissima emmerichi Kaszab, 1940[2]
      - =[4] Oodescelis (Acutoodescelis) emmerichi Kaszab, 1940[2]

    - Oodescelis (Acutoodescelis) punctatissima henanana Bai & Ren, 2019[4]
    - =[4] Oodescelis (Acutoodescelis) pyripenis Ren, 1999[5]
- Ondergeslacht Clavatoodescelis Kaszab, 1940[2]
  - Oodescelis (Clavatoodescelis) acutanguloides Kaszab, 1940[2]
  - Oodescelis (Clavatoodescelis) kuntzeni Kaszab, 1940[2]
    - = Oodescelis gebieni Kaszab, 1940

  - Oodescelis (Clavatoodescelis) melas (Fischer-Waldheim, 1823)
    - = Platyscelis melas Fischer-Waldheim, 1823

  - Oodescelis (Clavatoodescelis) oblonga (Ballion, 1878)
    - = Platyscelis regeli Ballion, 1878
- Ondergeslacht Convexoodescelis Egorov, 2004[6]
  - Oodescelis (Convexoodescelis) brevipennis brevipennis (Kaszab, 1938)
    - = Platyscelis (Oodescelis) brevipennis Kaszab, 1938

  - Oodescelis (Convexoodescelis) brevipennis wernoyensis Kaszab, 1940
- Ondergeslacht Longuloodescelis Kaszab, 1940
  - Oodescelis (Longuloodescelis) pilosa L. Egorov, 1987
  - Oodescelis (Longuloodescelis) hirta (Seidlitz, 1893)
  - Oodescelis (Longuloodescelis) songariensis Kaszab, 1940
    - = O. ballioni Skopin, 1973

  - Oodescelis (Longuloodescelis) medvedevi L. Egorov, 1989
  - Oodescelis (Longuloodescelis) acutangula (Kraatz, 1884)
- Ondergeslacht Montanoodescelis Egorov, 2004[6]
  - Oodescelis (Montanoodescelis) sahlbergi (Reitter, 1900)
  - Oodescelis (Montanoodescelis) transiliensis L. Egorov, 1987
  - Oodescelis (Montanoodescelis) femoralis (Kaszab, 1938)
  - Oodescelis (Montanoodescelis) ketmeniana Skopin, 1961
- Ondergeslacht Oodescelis Motschulsky, 1845 
  - Oodescelis (Oodescelis) polita (Sturm, 1807)
    - = Blaps polita Sturm, 1807
    - = Platyscelis gages Fischer-Waldheim, 1832
    - = Oodescelis minimus Motschulsky, 1860
    - = Platyscelis globosa Seidlitz, 1893
    - = Oodescelis arnoldii Skopin, 1964

  - Oodescelis (Oodescelis) depilata Skopin, 1966.
- Ondergeslacht Ovaloodescelis Kaszab, 1940
  - Oodescelis (Ovaloodescelis) adriani Kaszab, 1940.
  - Oodescelis (Ovaloodescelis) ovalis (Ballion, 1878)
    - = O. przewalskii Bogatshev, 1946
    - = O. chinensis Kaszab, 1962

  - Oodescelis (Ovaloodescelis) affinis (Seidlitz, 1893)
    - = Platyscelis (Oodescelis) affinis Seidlitz, 1893

  - Oodescelis (Ovaloodescelis) tibialis (Ballion, 1878)
    - = Oodescelis sachtlebeni Kaszab, 1940
    - = Oodescelis heptapotamicus Skopin, 1966
    - = Oodescelis curvipes Skopin, 1966

  - Oodescelis (Ovaloodescelis) karaganae Skopin, 1965
  - Oodescelis (Ovaloodescelis) subattenuata L. Egorov, 1991
    - = O. attenuata Kaszab, 1940; non Motschulsky, 1860

  - Oodescelis (Ovaloodescelis) pseudotibialis Skopin, 1973
  - Oodescelis (Ovaloodescelis) heydeni (Seidlitz, 1893)
    - = O. xerophila Skopin, 1965

  - Oodescelis (Ovaloodescelis) similis similis (Kaszab, 1938)
    - = Platyscelis clavatipes Kaszab, 1938
    - = Oodescelis iliensis Skopin, 1958
    - = Platyscelis (Oodescelis) similis Kaszab, 1938

  - Oodescelis (Ovaloodescelis) similis blattiformis (Kaszab, 1938)
- Ondergeslacht Planoodescelis Egorov, 2004[6]
  - Oodescelis (Planoodescelis) kansouensis Kaszab, 1940
  - Oodescelis (Planoodescelis) lii Bai & Ren, 2019[4]
- Ondergeslacht Spinoodescelis Kaszab, 1940
  - Oodescelis (Spinoodescelis) necopinata Skopin, 1965
  - Oodescelis (Spinoodescelis) punctolineata Kaszab, 1940
  - Oodescelis (Spinoodescelis) transcaspica Kaszab, 1940
  - Oodescelis (Spinoodescelis) hirtipennis Kaszab, 1940
  - Oodescelis (Spinoodescelis) ovulum (Seidlitz, 1893)
    - = O. latipleura Kaszab, 1940

  - Oodescelis (Spinoodescelis) longisterna Kaszab, 1940.
  - Oodescelis (Spinoodescelis) somocoeloides somocoeloides (Seidlitz, 1893)
    - = Platyscelis blapoides Reitter, 1896

  - Oodescelis (Spinoodescelis) somocoeloides grandis Skopin, 1965
    - = O. grandis alticola Skopin, 1965

  - Oodescelis (Spinoodescelis) acuta Kaszab, 1940
    - = O. semenoviana Bogatshev, 1946
    - = O. dispar Skopin, 1965
- Ondergeslacht Splenoodescelis Egorov, 2004[6]
  - Oodescelis (Spinoodescelis) turkestanica (Seidlitz, 1893)
    - = O. hirsuta Reitter, 1896
    - = O. turul Kaszab, 1940
- Ondergeslacht Truncatoodescelis Kaszab, 1940
  - Oodescelis (Truncatoodescelis) longicollis (Kraatz, 1884)
    - = Platyscelis kiritchenkoi Bogatshev, 1939

  - Oodescelis (Truncatoodescelis) kirghizica kirghizica L. Egorov, 1989
  - Oodescelis (Truncatoodescelis) kirghizica ferghanensis L. Egorov, 1989
  - Oodescelis (Truncatoodescelis) schusteri schusteri Kaszab, 1940
  - Oodescelis (Truncatoodescelis) schusteri truncatoides Skopin, 1968